# 電熱化學炮

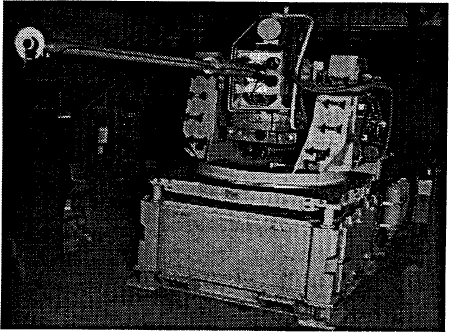
美國實驗用60mm電熱化學炮

電熱化學炮（Electrothermal-chemical, ETC）為一種新型火炮概念，可以在不使用複雜笨重的電磁炮下另一種增強火炮威力的創新。将电能转变为热能使推进剂燃烧，产生高温高压气体推动弹丸高速发射的武器，电热化学炮的炮弹由等离子体喷管、推进剂和弹丸等组成。

## 概要
70年代开始各军事大国都在探索下一代火炮軍事變革，诸如电热化学炮、电磁炮、定向能武器等。其中取得突破性进展发展最迅速，即将投入实战的是电热化学炮。主要优点是弹丸的初速度大，最高可达3—4公里/秒，射程远，炮口动能比传统炮提高25—55％。美国、俄罗斯、日本、中國、以色列、英国、法国等都有相關研發計畫，但是目前尚未有配備該炮的量產型武器面世。
美国国防部1998年公布的国防技术领域计划中，提出的发展目标是3到5年内，XM291專案进行120毫米电热化学炮试验，使10公斤的弹丸初速度达到1825米/秒，炮口动能17百萬焦耳，比传统坦克炮动能增加50％，穿甲能力提高10％，最終實戰目標為20百萬焦耳以上的產品。水面火力支援计划中計畫達成22百萬焦耳以上的船艦用炮。
90年代初美國通用公司和富美实分别把120毫米口径的M256坦克炮改装成电热化学炮进行试验。1991年美陆军与富美实签订《电增强因素改进项目》研究合同，资助富美实从事电热化学技术研究，遗憾的是这些试验并不成功，1995年德国也进行105毫米口径电热炮试验已能把2公斤的弹丸加速到2400米／秒，但還未有實戰價值。

### 液体发射药
美国富美实公司的概念是液体发射药電熱化學炮，但是这类炮的内弹道存在压力波，不能保证内弹道的一致性，是一大量產實用問題，至今無法解決。

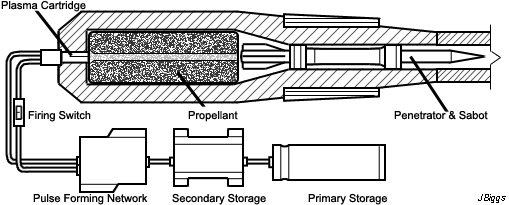
固體裝藥系統

### 固体发射药
以色列索伦克核研究中心的概念是固体发射药電熱化學炮，類似傳統固體发射药在炮膛内燃烧同时，注入由高功率脉冲电源产生的等离子体，然而對等离子体发生器注射時間和精度要求極高，然而21世紀後固體系統還是進展較大，實用性較有可能的系統。